# بیست و چهارمین دوره کتاب سال جمهوری اسلامی ایران
مراسم بیست و چهارمین دوره کتاب سال جمهوری اسلامی ایران در بهمن ۱۳۸۵ در تهران برگزار شد.

## برگزیدگان
| شاخه                   | عنوان                                                                                 | نویسنده                                                              | مترجم                                                                                          | مصحح           | ناشر                                            | سال  | جایزه        |
| دایرةالمعارف‌ها         | اصطلاحنامه پزشکی فارسی                                                                | فاطمه رهادوست، مریم کارزانی و میرمهدی ابراهیم پور                    |                                                                                                |                | سازمان اسناد و کتابخانه ملی جمهوری اسلامی ایران | ۱۳۸۴ | برگزیده      |
| دایرةالمعارف‌ها         | دانشنامه زیبایی‌شناسی                                                                  |                                                                      | منوچهر صانعی دره بیدی، امیرعلی نجومیان، شیده احمدزاده، بابک محقق، مسعود قاسمیان و فرهاد ساسانی |                | فرهنگستان هنر                                   | ۱۳۸۴ | برگزیده      |
| نسخ خطی                | فهرست نسخه‌های خطی مرکز دایرةالمعارف بزرگ اسلامی (ج۲)                                  | احمد منزوی                                                           |                                                                                                |                | مرکز دایرةالمعارف بزرگ اسلامی                   | ۱۳۸۴ | برگزیده      |
| فلسفه اسلامی           | درخشش ابن رشد در حکمت مشاء                                                            | غلامحسین ابراهیمی دینانی                                             |                                                                                                |                | طرح نو                                          | ۱۳۸۴ | برگزیده      |
| فلسفه غرب              | هوسرل در متن آثارش                                                                    | عبدالکریم رشیدیان                                                    |                                                                                                |                | نی                                              | ۱۳۸۴ | برگزیده      |
| فلسفه غرب              | اعتراضات و پاسخ‌ها                                                                     | رنه دکارت                                                            | علی موسائی افضلی                                                                               |                | علمی و فرهنگی                                   | ۱۳۸۴ | برگزیده      |
| علوم قرآنی             | دایرةالمعارف قرآن کریم                                                                | مرکز فرهنگ و معارف قرآن                                              |                                                                                                |                | بوستان کتاب قم                                  | ۱۳۸۴ | برگزیده      |
| فقه و اصول             | جواهر الکلام                                                                          | شیخ محمدحسن نجفی                                                     |                                                                                                |                | مؤسسه نشر اسلامی                                | ۱۳۸۴ | برگزیده      |
| جامعه‌شناسی             | معرفت‌شناسی اجتماعی: طرح و نقد مکتب ادینبورا                                           | سعید زیبا کلام                                                       |                                                                                                |                | سازمان مطالعه و تدوین کتب علوم انسانی دانشگاه‌ها | ۱۳۸۴ | برگزیده      |
| اقتصاد                 | مبانی تفکرات اقتصادی و توسعه ژاپن، تداوم و تغییر                                      | محمد نقی‌زاده                                                         |                                                                                                |                | شرکت سهامی انتشار                               | ۱۳۸۴ | برگزیده      |
| حقوق                   | دانشنامه حقوق خصوصی                                                                   | مسعود انصاری و محمدعلی طاهری                                         |                                                                                                |                | محراب فکر                                       | ۱۳۸۴ | برگزیده      |
| حسابداری               | فلسفه حسابرسی                                                                         | یحیی حساس یگانه                                                      |                                                                                                |                | شرکت انتشارات علمی و فرهنگی                     | ۱۳۸۴ | برگزیده      |
| زبان‌های باستانی        | روایت آذرفرنبغ فرخزادان (رساله ای در فقه زرتشتی منسوب به سده سوم هجری                 |                                                                      | حسن رضایی باغ بیدی                                                                             |                | مرکز دایرةالمعارف بزرگ اسلامی                   | ۱۳۸۴ | برگزیده      |
| پزشکی                  | مرجع کامل مبانی، وسایل و روش‌های آماده‌سازی کانال دندان                                 | آرش شهروان، حسام رحیمی، محمدجعفر اقبال، امین رضا موحدیان، سعید مرادی |                                                                                                |                | مؤلفان                                          | ۱۳۸۴ | برگزیده      |
| پزشکی                  | تاریخ مصور پزشکی جهان                                                                 | ولی‌الله محرابی                                                       | ولی‌الله محرابی                                                                                 |                | دایرةالمعارف تاریخ پزشکی                        | ۱۳۸۴ | برگزیده      |
| کشاورزی                | معرفی برخی گونه‌های مهم مرتعی مناسب برای توسعه و اصلاح مراتع ایران                     | جواد مقیمی                                                           |                                                                                                |                | آرون                                            | ۱۳۸۴ | برگزیده      |
| هنرهای نمایشی          | صدا و بیان برای بازیگر                                                                | داوود دانشور                                                         |                                                                                                |                | سازمان مطالعه و تدوین کتب علوم انسانی دانشگاه‌ها | ۱۳۸۴ | برگزیده      |
| معماری و شهرسازی       | طراحان چگونه می‌اندیشند: ابهام زدایی از فرایند طراحی                                   | برایان لاوسن                                                         | حمید ندیمی                                                                                     |                | دانشگاه شهید بهشتی، مرکز چاپ و انتشارات         | ۱۳۸۴ | برگزیده      |
| متون قدیم              | جواهر الاسرار و زواهر الانوار                                                         | کمال الدین خوارزمی                                                   |                                                                                                | محمدجواد شریعت | اساطیر                                          | ۱۳۸۴ | برگزیده      |
| نثر معاصر              | اندکی سایه                                                                            | احمد بیگدلی                                                          |                                                                                                |                | خجسته                                           | ۱۳۸۴ | برگزیده      |
|                        | یونانیان و بربرها: روی دیگر تاریخ                                                     | امیرمهدی بدیع                                                        | قاسم صنعوی، مرتضی ثاقب فر و عبدالمحمد روحبخشان                                                 |                | توس، مرکز بین‌المللی گفتگوی تمدن‌ها               | ۱۳۸۴ | برگزیده      |
| دین                    | تماشای آفتاب مجموعه حکایت حضور                                                        | محمدتقی اختیاری                                                      |                                                                                                |                | مدرسه                                           | ۱۳۸۴ | برگزیده      |
| ادبیات داستانی         | پاییز در قطار                                                                         | محمدکاظم مزینانی                                                     |                                                                                                |                | سوره مهر                                        | ۱۳۸۴ | برگزیده      |
| ادبیات داستانی         | مرادو                                                                                 | محمدعلی آزادیخواه                                                    |                                                                                                |                | زال                                             | ۱۳۸۴ | برگزیده      |
| علوم و فنون            | مجموعه علم چیست؟ (۱۰جلدی)                                                             | سوزان بوزاک                                                          |                                                                                                |                | شرکت انتشارات فنی ایران                         | ۱۳۸۴ | برگزیده      |
| فقه و اصول             | مبانی الاحکام فی اصول شرائع الاسلام                                                   | آیت الله شیخ مرتضی حائری یزدی                                        |                                                                                                |                | جامعه مدرسین حوزه علمیه قم                      | ۱۳۸۴ | شایسته تقدیر |
| فقه و اصول             | تذکره الفقهاء                                                                         | حسن مطهر                                                             |                                                                                                |                | مؤسسه آل البیت لاحیاء التراث                    | ۱۳۸۴ | شایسته تقدیر |
| فقه و اصول             | امر به معروف و نهی از منکر در اندیشه اسلامی                                           | مایکل کوک                                                            | احمد نمایی                                                                                     |                | بنیاد پژوهش‌های اسلامی                           | ۱۳۸۴ | شایسته تقدیر |
| عرفان                  | حکمت و هنر در عرفان ابن عربی (عشق، زیبایی و حیرت)                                     | نصرالله حکمت                                                         |                                                                                                |                | فرهنگستان هنر                                   | ۱۳۸۴ | شایسته تقدیر |
| جامعه‌شناسی             | دگرگونی ساختاری حوزه عمومی (کاوشی در باب جامعه بورژوایی)                              | یورگن هابرماس                                                        | جمال محمدی                                                                                     |                | افکار                                           | ۱۳۸۴ | شایسته تقدیر |
| جامعه‌شناسی             | فهم علم اجتماعی                                                                       | راجر تریگ                                                            | شهناز مسمی پرست                                                                                |                | نی                                              | ۱۳۸۴ | شایسته تقدیر |
| فیزیک                  | مقدمه ای بر ذات بنیادی                                                                | دیوید گریفیت                                                         |                                                                                                |                | نوپردازان                                       | ۱۳۸۴ | شایسته تقدیر |
| زمین‌شناسی              | زمین ساخت جهانی                                                                       | فیلیپ کری و فردریک واین                                              | جمشید حسن‌زاده و سروش مدبری                                                                     |                | دانشگاه تهران، مؤسسه انتشارات و چاپ             | ۱۳۸۴ | شایسته تقدیر |
| زیست‌شناسی              | سوسیوبیولوژی (زیست‌شناسی اجتماعی)                                                      | ادوارد ویلسون                                                        | عبدالحسین وهاب زاده                                                                            |                | جهاد دانشگاهی مشهد                              | ۱۳۸۴ | شایسته تقدیر |
| مواد و معدن            | کاربرد سرامیک‌ها در مهندسی پزشکی                                                       | فتح‌الله مضطرزاده و ژامک نورمحمدی                                     |                                                                                                |                | دانشگاه صنعتی امیرکبیر، مرکز نشر                | ۱۳۸۴ | شایسته تقدیر |
| مواد و معدن            | روش‌های استخراج معادن سطحی                                                             | مرتضی اصانلو                                                         |                                                                                                |                | دانشگاه صنعتی امیرکبیر، مرکز نشر                | ۱۳۸۴ | شایسته تقدیر |
| کامپیوتر               | اصول طراحی شبکه‌های کامپیوتری: طراحی و پیاده‌سازی شبکه‌های محلی، بین شهری، بی‌سیم و پردیس | احسان ملکیان                                                         |                                                                                                |                | نص                                              | ۱۳۸۴ | شایسته تقدیر |
| مهندسی مکانیک          | طراحی اجزاء ماشین                                                                     | جوزف شیگلی                                                           | غلامرضا زارع پور                                                                               |                | نص                                              | ۱۳۸۴ | شایسته تقدیر |
| مهندسی مکانیک          | اصول ترمودینامیک                                                                      | ریچارد ا. زونتاگ، کلاوس بورگناگ، گوردن ج. وین وایلن                  | محمدعلی رمضانی و محسن حسنوند                                                                   |                | نوپردازان                                       | ۱۳۸۴ | شایسته تقدیر |
| مهندسی شیمی            | مهندسی شیمی                                                                           | کولسون، ریچاردسون                                                    | محسن عدالت و سودابه دلیل                                                                       |                | مرکز نشر دانشگاهی                               | ۱۳۸۴ | شایسته تقدیر |
| مهندسی صنایع           | استراتژی رقابتی (تکنیک‌های تحلیل صنعت و رقبا)                                          | مایکل ای پورتر                                                       | جهانگیر مجیدی و عباس مهرپویا                                                                   |                | رسا                                             | ۱۳۸۴ | شایسته تقدیر |
| مهندسی کشاورزی         | اکولوژی گیاهان خاکروی                                                                 | محمدرضا مقدم                                                         |                                                                                                |                | دانشگاه تهران، مؤسسه انتشارات و چاپ             | ۱۳۸۴ | شایسته تقدیر |
| مهندسی کشاورزی         | زهکشی جدید (برنامه‌ریزی، طراحی و مدیریت سیستم‌های زهکشی)                                | بلامبرت اسمدیما، ویلم ولوتمن، دیویدرای کرافت                         | امین علیزاده                                                                                   |                | دانشگاه امام رضا (ع)                            | ۱۳۸۴ | شایسته تقدیر |
|                        | تاریخ‌شناسی معماری ایران: طرح رویکردی جدید با توجه به کاستی‌های تاریخ‌نگاری معماری ایران | نسرین گیلجانی مقدم                                                   |                                                                                                |                | دانشگاه تهران، مؤسسه انتشارات و چاپ             | ۱۳۸۴ | شایسته تقدیر |
| تاریخ و نقد            | ارمغان مور (جستای در شاهنامه)                                                         | شاهرخ مسکوب                                                          |                                                                                                |                | نشر نی                                          | ۱۳۸۴ | شایسته تقدیر |
| شعر معاصر              | با کاروان نیزه ترکیب بند عاشورایی                                                     | علیرضا قزوه                                                          |                                                                                                |                | سوره مهر                                        | ۱۳۸۴ | شایسته تقدیر |
| شعر معاصر              | غزل غزل‌های سورنا                                                                      | منوچهر آتشی                                                          |                                                                                                |                | نگاه                                            | ۱۳۸۴ | شایسته تقدیر |
| شعر معاصر              | چراغانی بی‌دلیل                                                                        | حمیدرضا شکارسری                                                      |                                                                                                |                | هزاره ققنوس: مؤسسه مطالعات اجتماعی ماه نوشت     | ۱۳۸۴ | شایسته تقدیر |
| جغرافیا                | مدیریت ریسک خشکسالی (شناخت و راهکارها)                                                | جواد بداق جمالی، مهدی آسیایی فریمانی، سینا صمدی نقاب و سهیلا جوانمرد |                                                                                                |                | سخن گستر                                        | ۱۳۸۴ | شایسته تقدیر |
| دین                    | مژده ای در کوهستان؛ انسانها پای ترازو بایستید؛ از شما به سوی شما برای شما             | سعید روح‌افزا                                                         |                                                                                                |                | کانون پرورش فکری کودکان و نوجوانان              | ۱۳۸۴ | شایسته تقدیر |
| شعر                    | کفشای پولکی                                                                           | شکوه قاسم‌نیا و عطیه سهرابی                                           |                                                                                                |                | کتاب‌های ارغوانی                                 | ۱۳۸۴ | شایسته تقدیر |
| شعر                    | آی زنگوله، آی زنگوله                                                                  | افسانه شعبان نژاد                                                    |                                                                                                |                | شرکت به نشر، کتاب‌های پروانه                     | ۱۳۸۴ | شایسته تقدیر |
| شعر                    | زمین ما دل ما                                                                         | سروده اسدالله شعبانی                                                 |                                                                                                |                | کانون پرورش فکری کودکان و نوجوانان              | ۱۳۸۴ | شایسته تقدیر |
| ادبیات داستانی، کودک   | آقا رنگی و گربه ناقلا (یا این جوری بود که اون جوری شد                                 | فرهاد حسن‌زاده                                                        |                                                                                                |                | کانون پرورش فکری کودکان و نوجوانان              | ۱۳۸۴ | شایسته تقدیر |
| ادبیات داستانی، نوجوان | به سوی زندگی، به سوی…                                                                 | ماری سابین روژه                                                      | نیلوفر باقرزاده اکبری                                                                          |                | علمی و فرهنگی                                   | ۱۳۸۴ | شایسته تقدیر |
| ادبیات داستانی، نوجوان | زیر درخت زالزالک: سال‌ها قطحی ایرلند                                                   | ماریت کانلن ملک کنا                                                  | محبوبه نجف خانی                                                                                |                | امیرکبیر، کتاب‌های شکوفه                         | ۱۳۸۴ | شایسته تقدیر |
| علوم و فنون            | آموزش رایانه: اولین سری کتاب‌های رایانه                                                | هما ملک                                                              |                                                                                                |                | راهبردهای سنجش اندیشه                           | ۱۳۸۴ | شایسته تقدیر |
| علوم انسانی            | از حمورابی تا امپراتوری وحشت: نگاهی به تاریخ سیاسی عراق تا سقوط صدام                  | سیروس غفاریان                                                        |                                                                                                |                | مدرسه                                           | ۱۳۸۴ | شایسته تقدیر |